# Neptunbrunnen (Nürnberg)

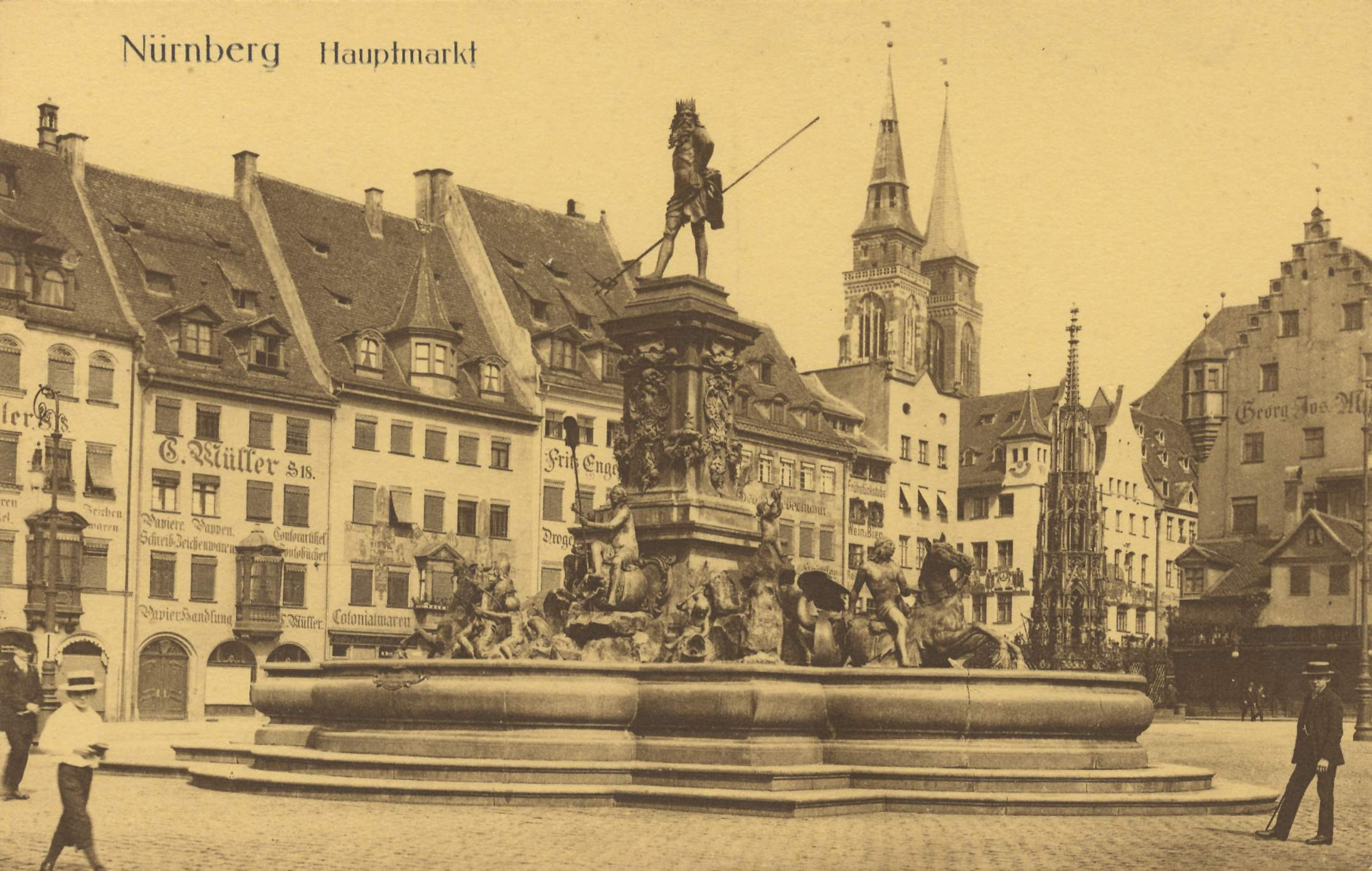
Neptunbrunnen, bis 1934 auf dem Hauptmarkt

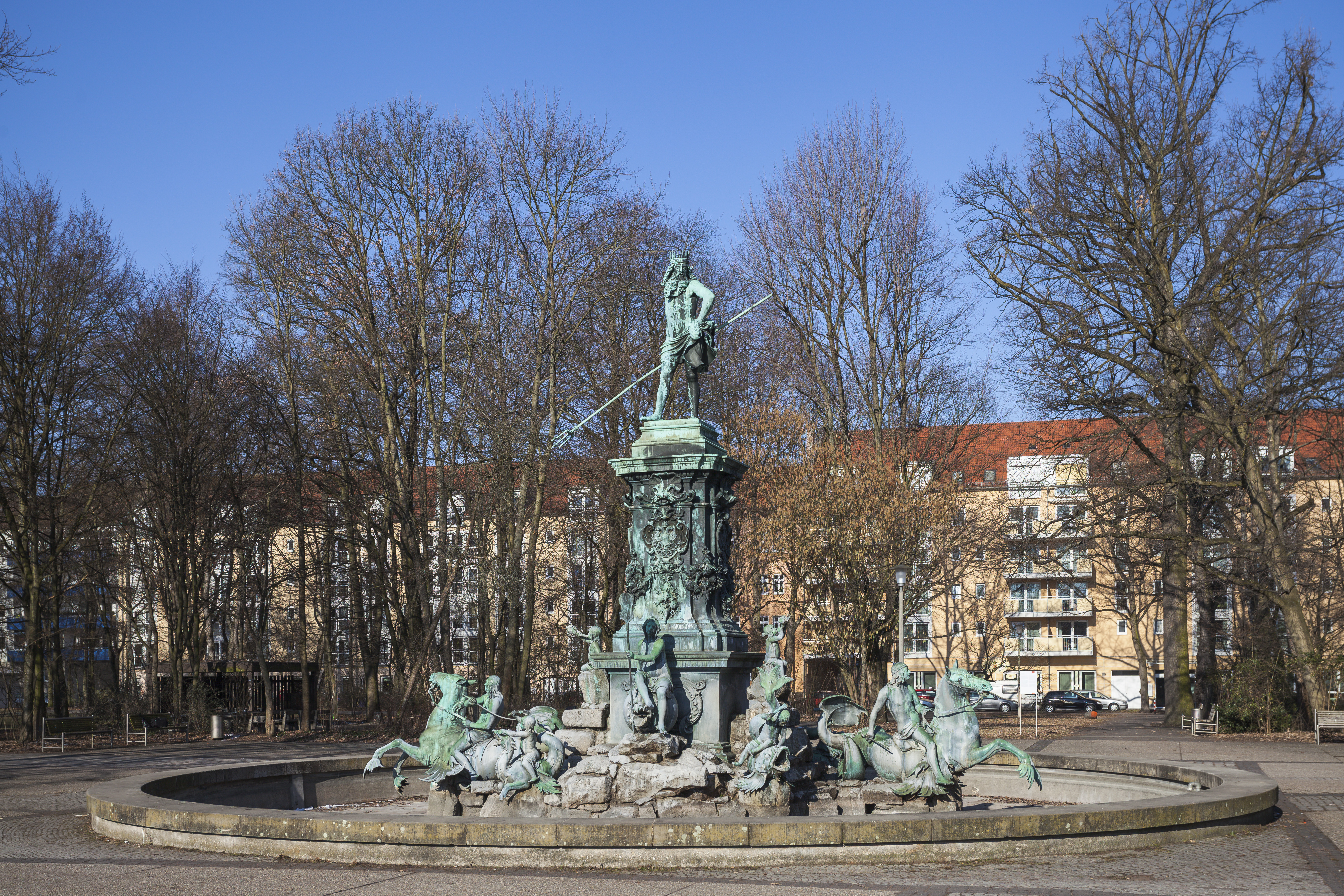
Neptunbrunnen, seit 1962 im Stadtpark

Der Neptunbrunnen in Nürnberg ist der größte barocke Brunnen nördlich der Alpen und gilt als Denkmal des Nürnberger Friedens nach dem Dreißigjährigen Krieg. Der originale Brunnen wurde 1660–1668 von Christoph Ritter und Georg Schweigger für den Hauptmarkt geschaffen, Stifter war der römisch-deutsche Kaiser Ferdinand III. Aus finanziellen Gründen ließ die Reichsstadt den Brunnen nicht aufbauen, sondern 1796 nach Sankt Petersburg verkaufen.
Der kopierte Brunnen wurde 1896–1902 von Ernst Lenz und Friedrich Wanderer für den Hauptmarkt geschaffen, Stifter war der jüdisch-deutsche Kaufmann Ludwig Gerngros. Aus ideologischen Gründen ließen die Nationalsozialisten den Brunnen 1934 abbauen und später auf dem damaligen Schlageterplatz, dem heutigen Willy-Brandt-Platz, aufbauen. 1962 wurde der Brunnen in den Stadtpark versetzt. Der bisher letzte Versuch, ihn wieder auf dem Hauptmarkt aufzubauen, scheiterte 2012.

## Geschichte

### Original

Der Neptunbrunnen auf einem Kupferstich von Rößler (vor 1730)

1650, zwei Jahre nach Ende des Dreißigjährigen Krieges und anlässlich des Abschlusses des Nürnberger Friedens, der mit dem davor abgeschlossenen Westfälischen Frieden die Nachkriegsordnung für Mitteleuropa begründete, entstand der Plan, in zentraler Lage eine Brunnenplastik als Friedensdenkmal (Monumentum Pacis) und Zeichen des Aufbruchs in eine neue hoffnungsvollere Zeit zu errichten. Als Denkmal für den Nürnberger Frieden und als Mahnmal für den Dreißigjährigen Krieg beauftragte der römisch-deutsche Kaiser Ferdinand III. noch im selben Jahr die Errichtung des Monumentum Pacis in Nürnberg, das symbolträchtig aus eingeschmolzenen Kanonen gegossen werden sollte.
Als zeittypischer Architekturbrunnen auf dem Nürnberger Hauptmarkt sollte der Neptunbrunnen nicht nur an den Friedensschluss erinnern, sondern auch die Bedeutung der Stadt repräsentieren. In vielen italienischen Städten, aber auch in Salzburg und Augsburg waren bereits vor dem Dreißigjährigen Krieg große Figurenbrunnen entstanden, die typologisch als Vorbild dienten. (Dass die Fontana del Nettuno von della Bitta auf der Piazza Navona in Rom als konkretes Vorbild gedient haben mag, liegt angesichts verblüffender Ähnlichkeiten der Komposition und der Verbindungen Schweiggers nach Italien nahe, kann aber nicht sicher nachgewiesen werden.)
Bis 1656 entwarfen der Bildhauer Georg Schweigger und der Goldschmied Christoph Ritter unter Miturheberschaft von Jeremias Eißler und Johann Wolrab den Barockbrunnen. 1660 war ein ca. neun Meter hohes Modell fertiggestellt, nach dessen Vorbild die endgültigen Gussvorlagen entstanden. Nach Fertigstellung aller Gussteile des Neptunbrunnens am 19. November 1668 fehlten der an den Folgen des Dreißigjährigen Krieges wirtschaftlich niedergehenden Reichsstadt die finanziellen Mittel zur Aufstellung und zur Lösung der technischen Probleme der Wasserversorgung. (Soweit verschiedentlich behauptet wird, die Aufstellung des Brunnens wäre an den damaligen technischen Möglichkeiten zur Versorgung mit ausreichendem Wasserdruck gescheitert, erscheint das nicht glaubhaft, da bereits zehn Jahre später die hohe Fontäne des in relativer Nähe gelegenen Tritonbrunnens mittels eines flusswassergetriebenen Pumpwerks und eines Hochbehälters ohne dokumentierte technische Probleme betrieben wurde, womit belegt ist, dass die erforderliche Technologie einsatzfähig vorhanden gewesen wäre.) Der Brunnen wurde zunächst auf dem Bauhof (Peunthof) zwischengelagert. 1702, nach dem Tod von Jeremias Eißler, des letzten beteiligten Künstlers, wurde der Brunnen im Peunthof zusammengesetzt und provisorisch trocken aufgestellt. Zur Aufstellung auf dem Hauptmarkt kam es nicht mehr.
1797 verkaufte die Stadt den Neptunbrunnen für 66.000 Gulden (≙ 2.750 Kölner Mark oder 640 kg Feinsilber, nach Silberwert 2022 etwa 400.000 Euro) an Zar Paul I., der ihn auf eigene Kosten nach Sankt Petersburg verschiffen und in seiner Sommerresidenz, dem Peterhof, aufstellen ließ. Wegen der dortigen Verwendung als Parkbrunnen wurde er gegenüber der ursprünglichen Konzeption in einer dem Stilempfinden des Klassizismus angepassten, deutlich veränderten Komposition, mit weiträumigerer Gruppierung der Einzelfiguren und verändertem Mittelsockel, neu arrangiert.

### Kopie

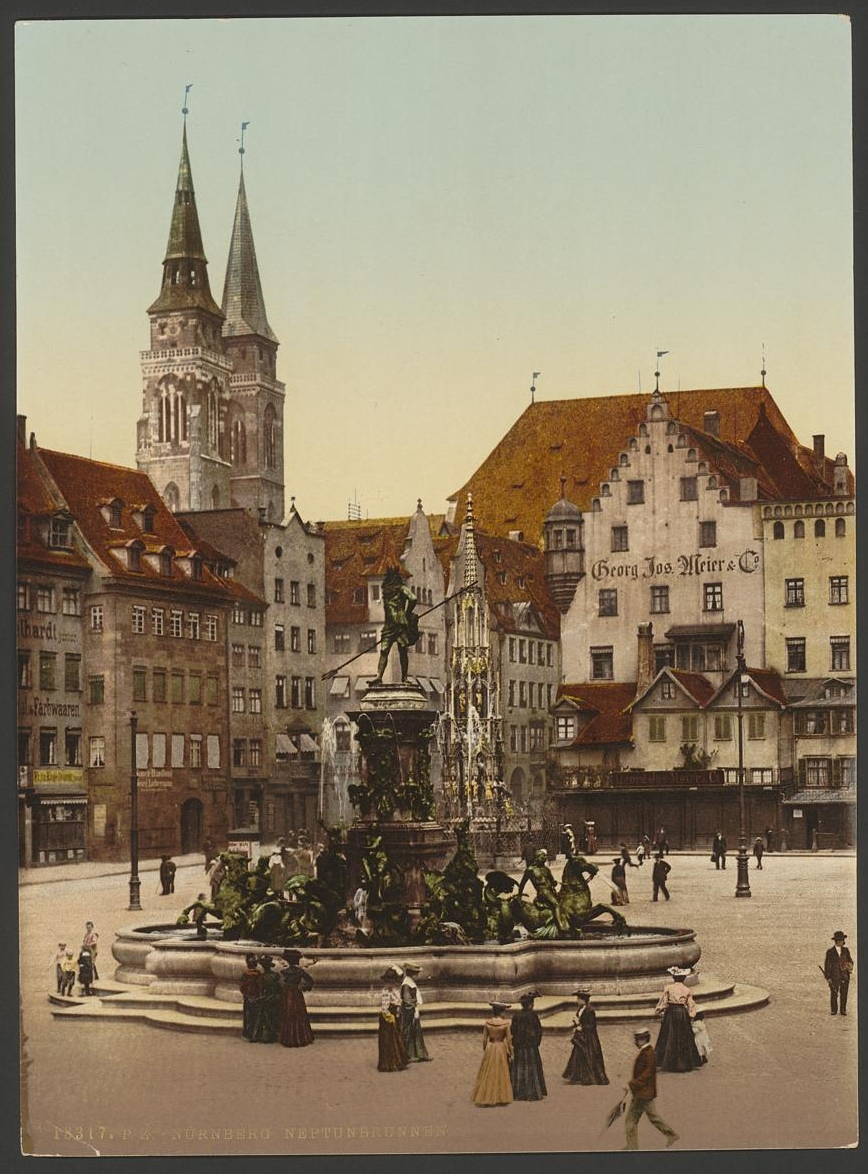
Der Neptunbrunnen auf dem Hauptmarkt (ca. 1905)

Der Kunsthistoriker Prof. Friedrich Wanderer warb 1881 für die „Rückgewinnung des Verlorenen“. 1895 verhandelte das kaiserliche Außenministerium über einen Rückkauf des Brunnens, den Zar Alexander III. ablehnte. Mit Erlaubnis des russischen Zaren, der die Duplizierung des Friedensbrunnens mit je einem Exemplar für Russland und Deutschland als symbolisch-politische Versöhnungsgeste verstand, nahm der Gipsformer Ludwig Leichmann 1896 auf Veranlassung des Nürnberger Oberbürgermeisters Georg Ritter von Schuh Abdrücke von den originalen Figuren in Peterhof. Somit handelt es sich beim heutigen Neptunbrunnen um ein Replikat mittels Abguss.
Bis 1902 war dann ein danach geformtes Gipsmodell in der Nürnberger Katharinenkirche ausgestellt. Kommerzienrat Ludwig Gerngros, dem deswegen am 30. Juli 1901 die Ehrenbürgerwürde verliehen wurde, übernahm als Mäzen die Kosten eines Zweitgusses und des Brunnenaufbaues unter der ausdrücklichen Auflage, dass der Brunnen an dem ursprünglich geplanten Standort, dem Hauptmarkt, aufgestellt wird. Am 22. Oktober 1902 wurde der Brunnen etwas südlich der zentralen Fluchtlinie auf das Frauenkirchenportal als platzräumlicher Kontrapunkt zum 'Schönen Brunnen' eingeweiht. Das Brunnenbecken entstand nach Entwürfen von Friedrich Wanderer, im Sinne des barocken Originalentwurfs nach alten Kupferstichen von Rößler und Delsenbach aus der Zeit um 1730. Die Brunnenfiguren stellte der Nürnberger Bronzegießer Ernst Lenz her.
Der Neptunbrunnen galt als herausragende Sehenswürdigkeit, die in den zeitgenössischen Nürnberg-Reiseführern verzeichnet war. Die hohe kunsthandwerkliche Qualität des Abgusses, der dem Original nicht nachsteht, wird auch heute noch gelobt. Vor 1933 gab es keine nennenswerte Kritik, dass der Barockbrunnen nicht in das damals noch teilweise mittelalterlich geprägte Stadtbild passe.

### NS-Zeit
In der Zeit des Nationalsozialismus wurde zunächst auf Veranlassung des fränkischen Gauleiters und Herausgebers der antisemitischen Hetzschrift Der Stürmer, Julius Streicher, die Stiftertafel entfernt (1933), denn Gerngros war Deutscher jüdischen Glaubens gewesen. Der Brunnen behinderte die Aufmärsche und Kundgebungen zu den Reichsparteitagen, die bis 1935 insbesondere auch noch auf dem Hauptmarkt stattfanden. Mit der vorgeschobenen (bereits seinerzeit wissenschaftlich widerlegten) Argumentation, der Barockbrunnen, seit dieser Zeit auch herabwürdigend als gründerzeitliche Kopie bezeichnet, passe nicht in das von Gotik und Renaissance geprägte Stadtbild, wurde die Öffentlichkeit auf den von der NSDAP gewünschten Abbau des „Judenbrunnens“ vom Hauptmarkt vorbereitet.
Der in dieser Angelegenheit sich gegen die Entfernung des Neptunbrunnens aussprechende Oberbürgermeister Willy Liebel widerstand zunächst den wiederholten Forderungen Streichers. Unter dem Datum des 6. April 1934 ist eine Forderung Hitlers, übermittelt von Oberbürgermeister Liebel, festgehalten: „Wie Herr Oberbürgermeister mitteilte, hat der Herr Reichskanzler sich kürzlich für die Beseitigung des Neptunbrunnens ausgesprochen und dessen Beseitigung vor dem diesjährigen Parteitag gewünscht.“
Der bereits am 18. April 1934 formell beschlossene Abbruch wurde erst am 12. Juni 1934 bekanntgegeben. Begründet wurde der mit unverhohlenem Antisemitismus betriebene Abbau letztlich damit, dass „der Neptunbrunnen bei den Veranstaltungen am Reichsparteitag zweifelsohne gestört hat“.
Der im Sommer 1934 entfernte Brunnen wurde drei Jahre später (1937) auf den Marienplatz (damals Schlageterplatz, heute Willy-Brandt-Platz) außerhalb der Altstadt direkt vor das Gauhaus der NSDAP versetzt. Von 1942 bis 1945 befand sich auch der Erstguss nochmals in Nürnberg. Er war von der Wehrmacht als Kriegsbeute in Peterhof abgebaut, nach Nürnberg verbracht und dort im Paniersbunker eingelagert worden; nach Kriegsende wurde er in die Sowjetunion zurückgegeben. Silikonabgüsse am Petersburger Erstguss und am Zweitguss ermöglichten wechselseitig eine Restaurierung verlorengegangener und zerstörter Teile beider Brunnenexemplare.

### Nachkriegszeit

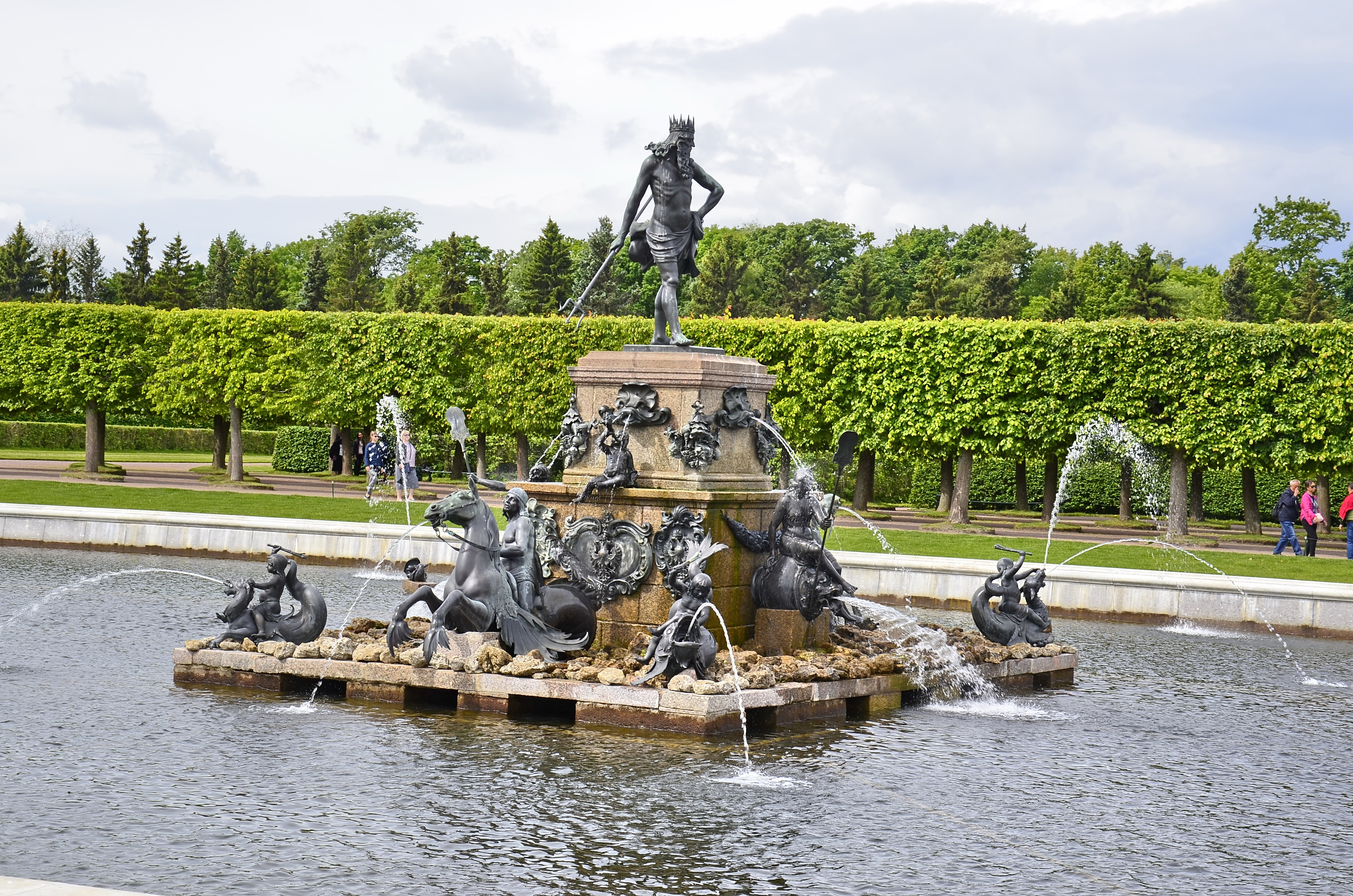
Der originale Neptunbrunnen in Sankt Petersburg

Die Idee, den Brunnen nach dem Ende von Krieg und Nationalsozialismus im Zuge des Wiederaufbaus auf den Hauptmarkt zurückzuversetzen, wurde in den 1950er-Jahren nicht verfolgt. Baureferent Heinz Schmeißner sprach sich dafür aus, „den Neptunbrunnen am Marienplatz zu belassen“. 1960 wurde die Figurengruppe des Zweitgusses des Neptunbrunnens, der am damaligen Marienplatz (heutigen Willy-Brandt-Platz) der Verkehrsplanung im Wege stand, abgebaut und 1962 in ein vorhandenes Betonbecken im Stadtpark versetzt. Das originale Brunnenbecken wurde eingelagert. Die Rückversetzung auf den Hauptmarkt stand 1960/62 trotz des Stifterwillens nicht zur Debatte.
1976 forderten die Altstadtfreunde die Rückversetzung des Neptunbrunnens in die Altstadt. Der Grundsatzbeschluss des Stadtrates von 1977, den Brunnen auf dem Jakobsplatz in der südlichen Altstadt aufzustellen, wurde zunächst am 26. Oktober 1981 vom Bauausschuss bestätigt und dann am 4. November 1981 im Stadtrat abgelehnt.
Nach fast drei Jahrzehnten befasste sich der Stadtplanungsausschuss 2008 erneut und ohne Ergebnis mit dem Thema Rückversetzung. 2010 begann eine neue Diskussion, und aus der Bürgerschaft heraus gründete sich die Initiative Neptunbrunnen zurück auf den Hauptmarkt e. V., 2012 wurde am Stadtpark eine Tafel errichtet, die die Geschichte des Brunnens kurz erklärt. Um den Text gab es eine erneute Debatte, da der erste Vorschlag der Stadtverwaltung den antisemitischen Hintergrund des Brunnenabbaues 1934 verschwiegen hatte. Der Verein für die Rückversetzung bemängelte anlässlich der Errichtung der Tafel, dass es am Hauptmarkt bis heute keinen Hinweis auf den Brunnen gebe. Mit der Errichtung der Infotafel im Stadtpark scheiterte 2012 der bisher letzte Versuch, den Neptunbrunnen wieder auf dem Hauptmarkt aufzustellen. Die Widmung des Brunnens als Symbol für Frieden und Völkerverständigung ist weitgehend vergessen.

## Beschreibung

### Figuren

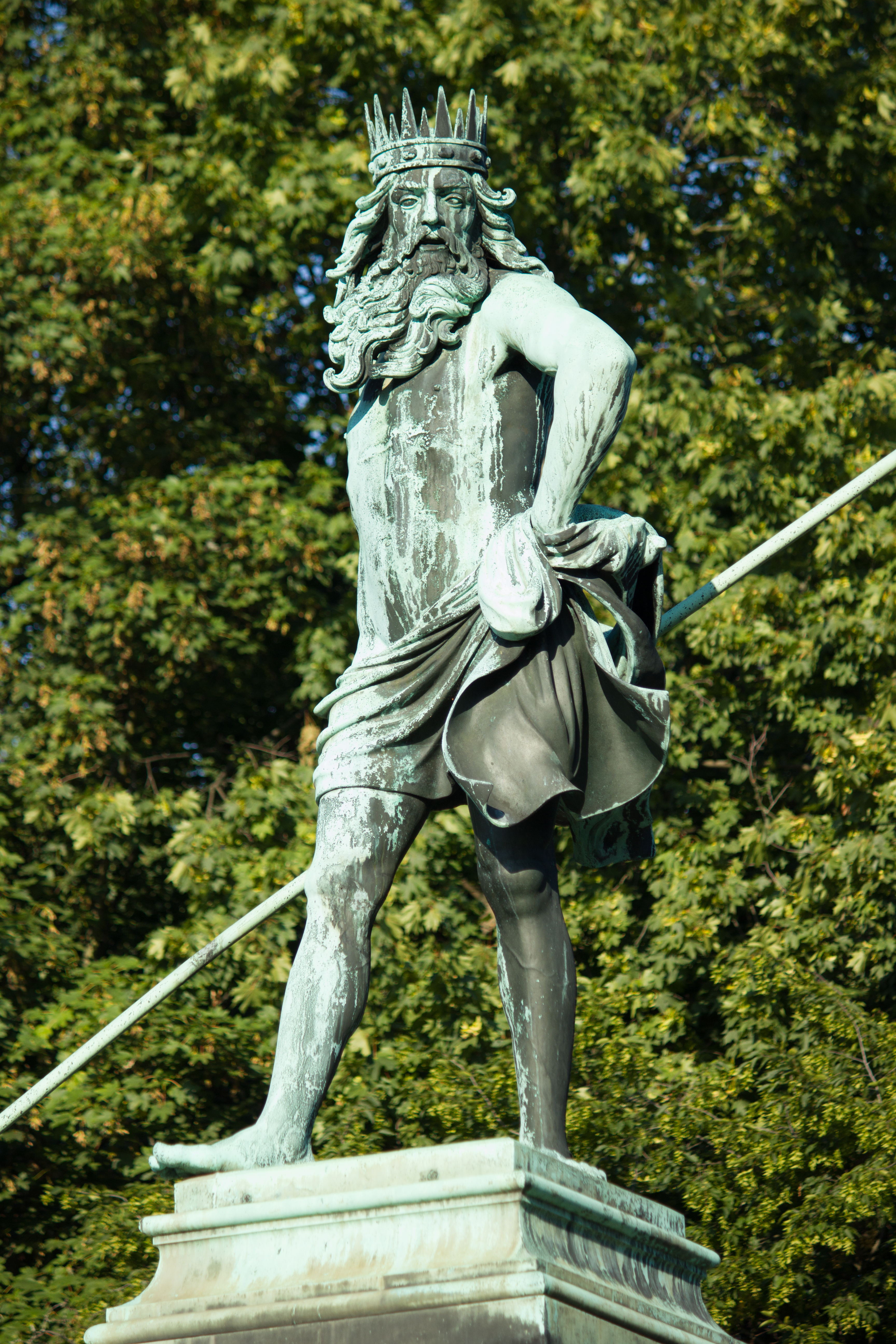
Die Neptunfigur auf dem Mittelpfeiler

Auf einem in der Mitte des Brunnenbeckens aufragenden konusartigen Pfeiler aus Bronze steht, entsprechend der ursprünglichen Entwurfsidee von Schweigger, in die etwa eineinhalbfach überlebensgroße Bronzestatue des römischen Gottes Neptun. (In Abwandlung dazu steht die Neptunstatue des in Peterhof aufgestellten Erstgusses deutlich niedriger und auf zwei übereinandergestellten kubischen Marmorblöcken.) Die gekrönte Neptunstatue wirkt von Körperhaltung und Ausdruck her antikisierend und ist noch deutlich der ausgehenden Renaissancezeit verhaftet. Die Figur ist wie zufällig im Moment einer Bewegung festgehalten, was durch den schräg nach unten gerichtetem Dreizack geradezu dramatisch unterstrichen und inszeniert ist.
Den Mittelrisalit flankieren zwei Nereiden (Meeresreiter auf geflügelten Pferden mit Schwimmflossen) und zwei Nymphen mit Rudern. (Die Pferde erinnern in Bewegung, Körperhaltung und Kopfform stark an die ab 1732 von Nicola Salvi für den Trevi-Brunnen in Rom geschaffenen Tritonenpferde). Die Nereiden und die Nymphen sind sehr unterschiedlich und mit sehr individuellen Gesichtsausdrücken gestaltet. Schweigger soll alle Figuren nach lebenden Vorbildern geformt haben. (Die Nymphen wurden häufig als Anspielung auf die Flüsse Rednitz und Pegnitz, die durch Nürnberg fließen, gedeutet; da die Rednitz allerdings erst seit dem 19. Jahrhundert, nicht aber seit der Schöpfungszeit des Brunnens auf Nürnberger Gebiet liegt, dürfte das eher eine Interpretation aus der Zeit der Aufstellung des Zweitgusses 1902 sein.) Umringt wird das Ensemble von Gruppen auf einem Drachen reitender Putten, Delfinen und einem Seelöwen.

### Becken

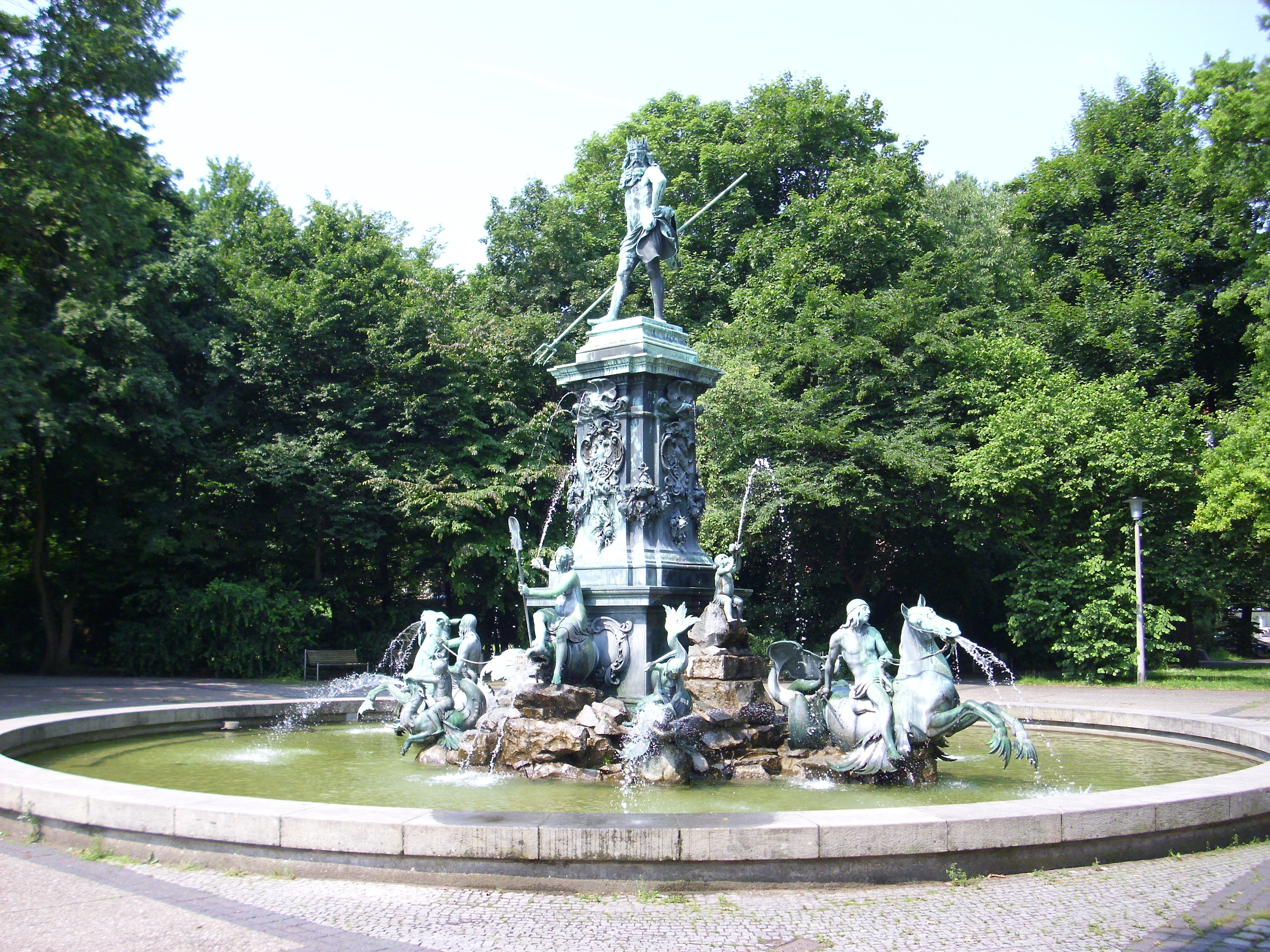
Das Brunnenbecken im Stadtpark

Die Brunnenanlage war als Architekturbrunnen in städtischem Kontext für ein erhöht positioniertes barockes Brunnenbecken mit steinerner Beckenfassung und vorgelagerten Stufen entworfen. Das Becken hatte die Grundform eines von einem Rechteck überlagerten Ovals. Die Beckenschale und die Stufenvorlage wurden 1901/02 nach erhaltenen Vorlagen aus der Barockzeit geschaffen. Das vorübergehend verschollen geglaubte Becken wurde 2010 auf einem Außenlager des Hochbauamts der Stadt Nürnberg in gutem Erhaltungszustand wieder aufgefunden.
Nicht unbedingt zeittypisch für den frühen Barock verwendet das Arrangement ausschließlich Figuren und Symbole der griechischen Mythologie und Allegorien des Wassers; die Bildsprache des Brunnens ist weitgehend frei von christlicher Symbolik. Er ist damit auch Ausdruck und Zeugnis der gut 130 Jahre nach Durchsetzung der Reformation und unter dem in Nürnberg starken Einfluss des Humanismus (Philipp Melanchthon) fortgeschrittenen Verweltlichung des Lebens in der damaligen Stadtrepublik.
Das heutige Arrangement der Figuren im Stadtpark weicht insofern wieder von der Originalkomposition ab, als es seit 1962 nicht mehr im barocken Brunnenbecken platziert ist, sondern wesentlich niedriger in ein dort bereits vorhanden gewesenes, kreisrundes modernes Flachbecken eingesetzt wurde.